# Pince-Marof
Pince-Marof (mađarski: Pincemajor) je naselje u slovenskoj Općini Lendavi. Pince-Marof se nalazi u pokrajini Prekomurju i statističkoj regiji Pomurju. 

## Stanovništvo
Prema popisu stanovništva iz 2002. godine naselje je imalo 115 stanovnika.